# Red Sonja
Red Sonja (tidigare kallad Röda Sonja i Sverige) är hjältinna i flera serier baserade på Robert E. Howards fantasynoveller om den hyboriska åldern. Karaktären skapades av författaren Roy Thomas och tecknaren Barry Windsor-Smith i början av 1970-talet för Marvels serier om Conan och är delvis baserad på Red Sonya of Rogatino, hjältinnan i Howards novell The Shadow of the Vulture från 1934.
1985 gjordes en spelfilm, Barbarernas hämnd, med Brigitte Nielsen i huvudrollen.